# Naimi.kz
Naimi.kz — казахстанский сервис онлайн-рекрутмента, открытый в начале 2015 года. Позиционирует себя как площадка для выполнения разовых услуг; по состоянию на 2020 год сервисом пользовались 350 тысяч заказчиков и 150 тысяч исполнителей. Сервис стал лучшим мобильным приложением 2016 года по версии премии «Award.kz»; В 2018 году он занял 24-е место в рейтинге мобильных приложений Казахстана.

## История
«Naimi.kz» был открыт в начале 2015 года силами четырёх предпринимателей из Казахстана и изначально позиционировал себя как площадка для выполнения разовых услуг (к примеру, уборка дома, установка полки), при этом по состоянию на 2016 год некоторые пользователи с помощью сайта ищут либо персонал, либо постоянное место работы. Изначальный принцип работы заключался в том, что заказчик звонил по номеру колл-центра, указанного на сайте, после чего оператор его соединял с потенциальным исполнителем, если последний был согласен. Исполнитель должен был заплатить комиссию сайту в размере десяти процентов от суммы заказа, однако некоторые исполнители не платили комиссию, договариваясь с клиентом без оператора.
В мае 2015 года создатели сайта подписали договор с «Ordabasy Group» на сумму в 185 миллионов тенге (по курсу того времени ― один миллионов долларов) после конкурса репостов. В феврале 2016 года были созданы два мобильных приложения для заказчиков и исполнителей соответственно. По состоянию на октябрь 2016 года в системе присутствовало 50 тысяч заказчиков и восемь тысяч исполнителей, оба приложения в том же году заняли соответственно 22-е и 23-е места в рейтинге «Forbes Kazakhstan». По словам генерального директора «Naimi.kz», Магжана Мадиева, наиболее востребованными исполнителями являются сантехники и электрики.
В 2018 году сервис выиграл конкурс от холдинга «BI Group», в феврале 2019 года подразделение холдинга инвестировало в проект пять миллионов долларов. В январе 2020 года Нурсултан Назарбаев порекомендовал «Naimi.kz» как сервис поиска работы. По состоянию на 2020 год, платформой пользовались 150 тысяч исполнителей и 350 тысяч заказчиков.

## Награды
В 2016 году «Naimi.kz» стал лучшим мобильным приложением года по версии премии «Award.kz». В 2018 году сервис занял 24-е место в рейтинге мобильных приложений Казахстана от «Forbes».